# Diocese de Vesteros
A Diocese de Vesteros (em latim: Diocesis Arosiensis; em sueco: Västerås stift) é uma das treze dioceses constituintes da Igreja da Suécia e está sediada na Catedral de Vesteros, na cidade de Vesteros. Abrange os condados de Vestmânia, Dalarna e Orebro e administra 76 paróquias.

Mapa da diocese